# Păulești (Satu Mare)
Păuleşti è un comune della Romania di 4 898 abitanti, ubicato nel distretto di Satu Mare, nella regione storica della Transilvania. 
Il comune è formato dall'unione di 6 villaggi: Amați, Ambud, Hrip, Păulești, Petin, Rușeni.